# Квин, Бен
Бенджамин Квин (англ. Benjamin Queen) - американский сценарист и продюсер. Он был создателем/шоураннером телесериала NBC «От «А» до «Я»». Он написал сценарии для мультфильма MGM «Семейка Аддамс: Горящий тур» и мультфильма Pixar «Тачки 2», а также был соавтором сюжета для «Тачек 3». Он также был создателем телесериала NBC "Бессас" и соавтором и исполнительным продюсером телесериала Fox «Гонка».
Он является автором графического романа «Медведь», который был опубликован издательством Archaia and Boom! Studios в сентябре 2020 года. Он был включён в список 100 книг года Нью-Йоркской публичной библиотеки на 2020 год. В 2021 году он был номинирован на премию Айснера за лучшую публикацию для ранних читателей. Он получил премию EGLA за лучший детский графический роман — художественная литература.
Он написал и спродюсировал пилотный проект «Heart of Life» для ABC и 20th Television в 2019 году, который был основан на песне Джона Майера.
Он адаптирует роман Виты Сэквилл-Уэст «A Note of Explanation» в художественный фильм для Netflix.

## Кино

### Сценарист
- Близость (2001)
- Тачки 2 (2011) — сценарий
- Тачки 3 (2017) — сюжет
- Семейка Аддамс: Горящий тур (2021) — сценарий

## Телевидение
- Century City (сценарий: первая серия) (2004)
- Гонка (со-создатель) (2007)
- От «А» до «Я» (создатель) (2014-2015)
- Бессильные (создатель) (2017)

## Книги
- Медведь графический роман (2021)